# Kroatiens damlandslag i volleyboll
Kroatiens damlandslag i volleyboll (kroatiska: Hrvatska ženska odbojkaška reprezentacija) representerar Kroatien i volleyboll på damsidan. Laget har sedan landets självständighet tillhört de bättre lagen i Europa. De har deltagit vid alla EM förutom  EM 2005 och tog tre raka silvermedaljer vid EM 1995, 1997 och 1999. De har även vunnit medelhavsspelen två gånger (1993 och 2018)

### Fotnoter
1. ↑  ”1993 - AGDE LANGUEDOC-ROUSSILLON (FRA), (16/27 Juin)” (på franska). Comité international des Jeux méditerranéens. sid. 34. https://cijm.org.gr/wp-content/uploads/2016/06/JM1993.pdf. Läst 29 juni 2024.
2. ↑  ”1992/1993 Senior European Championships” (på engelska). Confédération Européenne de Volleyball. https://www-old.cev.eu/Competition-Area/CompetitionStandings.aspx?ID=309. Läst 26 februari 2023.
3. ↑  ”1994/1995 Senior European Championships” (på engelska). Confédération Européenne de Volleyball. https://www-old.cev.eu/Competition-Area/CompetitionStandings.aspx?ID=310. Läst 26 februari 2023.
4. ↑  Todor Krastev. ”Women Volleyball VII World Cup 1995 Japan - 03-17.11 Winner Cuba” (på engelska). http://todor66.com/volleyball/World_Cup/Women_1995.html. Läst 29 juni 2024.
5. ↑  ”1996/1997 Senior European Championships” (på engelska). Confédération Européenne de Volleyball. https://www-old.cev.eu/Competition-Area/CompetitionStandings.aspx?ID=364. Läst 26 februari 2023.
6. ↑  ”1998 VOLLEYBALL WORLD CHAMPIONSHIPSWOMEN'S RESULTS” (på engelska). https://web.archive.org/web/20151228144318/http://volleyball.org/worldchamp/1998/women_results.html. Läst 2 mars 2023.
7. ↑  ”1998/1999 Senior European Championships” (på engelska). Confédération Européenne de Volleyball. https://www-old.cev.eu/Competition-Area/CompetitionView.aspx?ID=41. Läst 26 februari 2023.
8. ↑  Todor Krastev. ”Women Volleyball VIII World Cup 1999 02-16.11 Japan +9GMT - Winner Cuba” (på engelska). http://todor66.com/volleyball/World_Cup/Women_1999.html. Läst 29 juni 2024.
9. 1 2  ”Vorherige Rankings - Montreux Volley Masters 2019” (på tyska). Montreux Volley Masters. http://www.volleymasters.ch/de/history/ranking. Läst 7 mars 2023.
10. ↑  ”Olympedia”. https://www.olympedia.org/results/37710.
11. ↑  ”Affiche officielle des JM Tunis 2001” (på franska). Comité international des Jeux méditerranéens. sid. 42. https://cijm.org.gr/wp-content/uploads/2016/06/JM2001.pdf. Läst 17 december 2023.
12. ↑  ”2000/2001 Senior European Championships” (på engelska). Confédération Européenne de Volleyball. https://www-old.cev.eu/Competition-Area/competition.aspx?ID=51&PID=-2. Läst 26 februari 2023.
13. ↑  ”Affiche officielle des JM Alméria 2005” (på franska). Comité international des Jeux méditerranéens. sid. 46. https://cijm.org.gr/wp-content/uploads/2016/06/JM2005.pdf. Läst 17 december 2023.
14. ↑  ”2004/2005 European Championships” (på engelska). Confédération Européenne de Volleyball. https://www-old.cev.eu/Competition-Area/competition.aspx?ID=144&PID=-2. Läst 24 oktober 2022.
15. ↑  ”2006/2007 European Championships” (på engelska). Confédération Européenne de Volleyball. https://www-old.cev.eu/Competition-Area/competition.aspx?ID=197&PID=-2. Läst 24 oktober 2022.
16. ↑  ”Résultats des XVI J.M.” (på franska). Comité international des Jeux méditerranéens. sid. 40. https://cijm.org.gr/wp-content/uploads/2016/06/JM2009.pdf. Läst 17 december 2023.
17. ↑  ”2009 European Championships” (på engelska). Confédération Européenne de Volleyball. https://www-old.cev.eu/Competition-Area/competition.aspx?ID=388&PID=-2. Läst 24 oktober 2022.
18. ↑  ”2010 FIVB Women's World Championship  -  Japan” (på engelska). Fédération Internationale de Volleyball. http://www.fivb.org/EN/Volleyball/Competitions/WorldChampionships/2010/Women/FinalStanding.asp?Tourn=MWCH2010. Läst 2 mars 2023.
19. ↑  ”2011 CEV Volleyball European League - Women” (på engelska). Confédération Européenne de Volleyball. https://www-old.cev.eu/Competition-Area/competition.aspx?ID=545&PID=-2. Läst 21 mars 2023.
20. ↑  ”2011 CEV Volleyball European Championship” (på engelska). Confédération Européenne de Volleyball. https://www-old.cev.eu/Competition-Area/competition.aspx?ID=15&PID=-2. Läst 24 oktober 2022.
21. ↑  ”Résultats des XVII J.M.” (på franska). Comité international des Jeux méditerranéens. sid. 42. https://cijm.org.gr/wp-content/uploads/2016/06/JM2013.pdf. Läst 18 mars 2023.
22. ↑  ”2013 CEV Volleyball European Championship” (på engelska). Confédération Européenne de Volleyball. https://www-old.cev.eu/Competition-Area/competition.aspx?ID=560&PID=-2. Läst 13 oktober 2022.
23. ↑  ”FIVB Volleyball World League 2014 -  Final standing - Group 3” (på engelska). Fédération Internationale de Volleyball. http://www.fivb.org/EN/volleyball/competitions/WorldGrandPrix/2014/FinalStanding3.asp. Läst 29 juni 2024.
24. ↑  ”FIVB Volleyball Women's World Championship Italy 2014” (på engelska). Fédération Internationale de Volleyball. http://italy2014.fivb.org/en. Läst 2 mars 2023.
25. ↑  ”Baku 2015 European Games - Women” (på engelska). Confédération Européenne de Volleyball. https://www-old.cev.eu/Competition-Area/Competition.aspx?ID=760&PID=-2. Läst 29 juni 2024.
26. ↑  ”Tournament Standing - FIVB World Grand Prix 2015” (på engelska). Fédération Internationale de Volleyball. http://worldgrandprix.2015.fivb.com/en/finals-2/competition/final-standing. Läst 16 januari 2024.
27. ↑  ”2015 CEV Volleyball European Championship - Women” (på engelska). Confédération Européenne de Volleyball. https://www-old.cev.eu/Competition-Area/competition.aspx?ID=701&PID=-2. Läst 13 oktober 2022.
28. ↑  ”FIVB World Grand Prix 2016” (på engelska). Fédération Internationale de Volleyball. http://worldgrandprix.2016.fivb.com/en. Läst 7 mars 2023.
29. ↑  ”FIVB World Grand Prix 2017” (på engelska). Fédération Internationale de Volleyball. http://worldgrandprix.2017.fivb.com/en. Läst 7 mars 2023.
30. ↑  ”2017 CEV Volleyball European Championship - Women” (på engelska). Confédération Européenne de Volleyball. https://www-old.cev.eu/Competition-Area/competition.aspx?ID=841&PID=-2. Läst 13 oktober 2022.
31. ↑  ”2018 CEV Volleyball European Golden League - Women” (på engelska). Confédération Européenne de Volleyball. https://www-old.cev.eu/Competition-Area/competition.aspx?ID=1090&PID=-2. Läst 29 oktober 2022.
32. ↑  ”Résultats des XVIII J.M.” (på franska). Comité international des Jeux méditerranéens. sid. 43. https://cijm.org.gr/wp-content/uploads/2019/07/final-resutls_tarragona_2018.pdf. Läst 17 mars 2023.
33. ↑  ”2019 CEV Volleyball European Golden League - Women” (på engelska). Confédération Européenne de Volleyball. https://www-old.cev.eu/Competition-Area/competition.aspx?ID=1152&PID=-2. Läst 11 maj 2023.
34. ↑  ”FIVB Women Challenger Cup 2019 - Results and Ranking Finals” (på engelska). Fédération Internationale de Volleyball. https://en.volleyballworld.com/en/volleyball/challengercup/2019/women/results%20and%20ranking/finals. Läst 11 maj 2023.
35. ↑  ”CEV EuroVolley 2019  -  Women” (på engelska). Confédération Européenne de Volleyball. https://www-old.cev.eu/Competition-Area/competition.aspx?ID=1053&PID=-2. Läst 10 september 2022.
36. ↑  ”CEV Volleyball European Golden League 2021  -  Women” (på engelska). Confédération Européenne de Volleyball. https://www-old.cev.eu/Competition-Area/competition.aspx?ID=1296&PID=-2. Läst 29 oktober 2022.
37. ↑  ”CEV EuroVolley 2019  -  Women” (på engelska). Confédération Européenne de Volleyball. https://www-old.cev.eu/Competition-Area/MatchPage.aspx?mID=46321&ID=1248&CID=7808&PID=1993. Läst 26 maj 2022.
38. ↑  ”CEV Volleyball European Golden League 2022  -  Women - Competition Final Standing” (på engelska). Confédération Européenne de Volleyball. https://www-old.cev.eu/Competition-Area/competition.aspx?ID=1379&PID=-2. Läst 5 juli 2023.
39. ↑  ”Results Book” (på engelska). Comité international des Jeux méditerranéens. sid. 1426. https://cijm.org.gr/wp-content/uploads/2022/11/gdm2022_adb.pdf. Läst 16 februari 2023.
40. ↑  volleyballworld.com. ”Volleyball Challenger Cup 2022 - Women's standings” (på engelska). https://en.volleyballworld.com/volleyball/competitions/challenger-cup-2022/standings/women/#round-f. Läst 20 maj 2023.
41. ↑  ”Final standings” (på engelska). Fédération Internationale de Volleyball. https://en.volleyballworld.com/volleyball/competitions/women-worldchampionship-2022/standings/#round-f. Läst 19 oktober 2022.
42. ↑  volleyballworld.com. ”VNL 2023 - Women's standings.” (på engelska). https://en.volleyballworld.com/volleyball/competitions/vnl-2023/standings/women/. Läst 26 juli 2023.
43. ↑  volleyballworld.com. ”Volleyball Challenger Cup 2023 - Women's standings” (på engelska). https://en.volleyballworld.com/volleyball/competitions/challenger-cup-2023/standings/women/#round-f. Läst 31 januari 2024.
44. ↑  ”Women  -  EuroVolley” (på engelska). Confédération Européenne de Volleyball. https://eurovolley.cev.eu/en/2023/women/#final-standing. Läst 10 september 2023.
45. ↑  ”2024 Volleyball European Golden League  -  Women” (på engelska). Confédération Européenne de Volleyball. https://www.cev.eu/national-team/european-leagues/european-golden-league/women/2024/. Läst 16 juni 2024.